# 氷あそび
『氷あそび』（こおりあそび、原題：Mice Follies 1954年9月4日、劇場公開時『鼠のアイスショウ』）は『トムとジェリー』の作品のひとつ。日本においては2025年1月1日以降パブリックドメインである。

## スタッフ
- 監督 - ウィリアム・ハンナ、ジョセフ・バーベラ
- 製作 - フレッド・クインビー
- 作画 - ケネス・ミューズ、エド・バージ、レイ・パターソン、アーヴン・スペンス
- 背景 - ロバート・ジェントル
- 音楽 - スコット・ブラッドリー

## 作品内容
ジェリーとタフィーによって家中の蛇口が開け放たれ、室内は水浸し状態。そして冷蔵庫の冷却装置で辺りはすべて凍りつく。巨大なスケートリンクと化したリビングルームで彼らはアイスダンスを始める。
その頃、別室で眠っていたトムは彼らの気配を察知して飛び起き、その部屋の様子をうかがい見る。すると滑ってきたタフィーがトムの髭を掴み抜いてしまう。怒ったトムはジェリー達を捕らえようとしたが、全面氷張りの上では思うように手足を動かせず、なんとか爪を立ててスリップを防ぐもジェリーに爪を切られてしまう。
後はジェリーとタフィーのなすがままとなり物置まで投げ飛ばされてしまうトムだが、偶然手に入れたスケート靴でジェリー達と互角に渡り合えるようになった。こうしていつものドタバタが繰り広げられる。
そうこうしているうちにジェリーがピンチに晒され、とっさの判断でタフィーは冷蔵庫を操作し部屋を「解凍」する。氷が解けてびしょぬれになったトムは水鉄砲でジェリーを虐めていたが、タフィーが「急速冷凍」をかけたせいで部屋はトムごと凍りつく。動けなくなったトムは、再び氷上を舞う2匹のネズミを目で追うしかないのであった。

## 登場キャラクター
トム
タフィーに自身のひげを抜かれたことをきっかけに追いかけっこを始める。凍った床の上では丸腰でジェリーとタフィーを追いかける事はとても敵わなかったが、スケート靴を手に入れてからは持ち前の運動神経を活かしジェリーらを徐々に追い詰める。しかしタフィーの策略で全身を濡らされた上で急速再冷凍をかけられ、自身の体が水鉄砲もろとも凍結し敗北に終わる。
ジェリー
タフィーと共に室内を水浸しにした上で凍結させアイスダンスを楽しむ。序盤は襲いかかるトムをうまくあしらったもののスケート靴を装備したトムに捕まりそうになるが、タフィーに助けられ、再び2匹でダンスを楽しんだ。
タフィー
ジェリーと共に部屋をスケートリンク化しアイスダンスを楽しむが、勢い余ってトムのひげを引き抜いてしまう。これをきっかけに追いかけっこが展開されるが、ジェリーがトムに捕まりそうになった際には部屋を解凍させトムをびしょ濡れにさせた後、急速冷凍させることでトムからジェリーを救った。

## 備考
この話には1942年公開の「楽しいボーリング」を髣髴とさせる演出が至る所に施されている。